# Circonio
Circonio (in sloveno Cerknica, in epoca asburgica in tedesco Zirknitz) è una città  di 11 181 abitanti della Slovenia sud-occidentale. È posta in una conca sul versante orientale delle Alpi Giulie, nella regione storica della Carniola. Degno di nota è il suo lago stagionale, detto lago di Circonio.

## Geografia fisica

### Monti principali
Monte Pomario (Veliki Javornik), 1268 m; Slivnica, 1114 m.

### Corsi e bacini d'acqua
Lago di Circonio (Cerkniško Jezero), Cerkniščica, Stržen, Zerovniščica, Jezerščica, Grahovščica, Rak.

## Storia
Durante il dominio asburgico, Circonio fu un comune autonomo. Alla fine del XIX secolo la località divenne il capoluogo di un distretto giudiziario che comprendeva i comuni circostanti ed era a sua volta incluso nel distretto politico di Longatico (Logatec, ted. Loitsch) e nel Ducato di Carniola. Allo scoppio della prima guerra mondiale l'attuale territorio comunale era suddiviso tra i comuni di Circonio (Cerknica, ted. Zirknitz), Rakek (inizialmente aggregato a Planina e poi ricostituito), Žilce pri Sveti Vidu (o Sveti Vid nad Cerknico, ted. Schilze bei Sankt Veit o Sankt Veit bei Zirknitz), Begunje (ted. Wigaun, anch'esso inizialmente aggregato a Circonio e poi ridivenuto autonomo) e Stari Trg (ted. Altenmarkt, oggi capoluogo del comune di Loška Dolina), che includeva alcuni degli attuali insediamenti meridionali di Circonio quali Otok, Jezero Gorenje (ted. Oberseedorf), Goričice e Lipsenj (ted. Lipsein).
A seguito della fine della prima guerra mondiale e del crollo dell'impero asburgico, Circonio assieme a gran parte della Carniola entrò a far parte del neonato Regno dei Serbi, Croati e Sloveni (dal 1929 rinominato Regno di Jugoslavia). Nel 1920, col Trattato di Rapallo, tuttavia il confine tra Italia e Jugoslavia venne tracciato attraverso il territorio dell'allora comune di Rakek, che dovette così cedere all'Italia la piccola valle montana di Rakov Škocjan (il cui toponimo venne italianizzato in "Valle del Rio dei Gamberi"). Dal 1941 al 1943, a seguito dell'invasione della Jugoslavia da parte delle truppe dell'Asse, l'intero territorio comunale venne occupato dalle truppe italiane e il suo territorio venne annesso all'Italia, nella neonata provincia di Lubiana. Il territorio venne sottoposto a un limitato processo di italianizzazione, nell'ambito del quale vennero adottati alcuni toponimi italiani come Begugne (per Begunja) e Radura (per Rakek).

## Trasporti
Il comune è attraversato dall'autostrada A1, che ha un ingresso nei pressi della frazione di Unza (Unec).

## Geografia antropica

### Località
Il comune di Circonio è diviso in 64 insediamenti (naselja) di seguito elencati.
- Beč
- Bečaje
- Begunje pri Cerknici
- Bločice
- Bloška Polica
- Brezje
- Buzuljak
- Cajnarje
- Circonio (Cerknica): 3.532 ab, sede comunale
- Čohovo
- Dobec
- Dolenja vas
- Dolenje Jezero
- Dolenje Otave
- Gora
- Gorenje Jezero
- Goričice
- Grahovo
- Hribljane
- Hruškarje
- Ivanje selo
- Jeršice
- Korošče
- Kranjče
- Kremenca
- Križišče
- Kroščane
- Krožljek
- Krušče
- Lase pri Gerenjem Jezeru
- Lešnjake
- Lipsenj
- Mahneti
- Martinjak
- Milava
- Osredek
- Otok
- Otonica
- Pirmane
- Pirovnik
- Podskrajnik
- Podslivnica
- Ponikve
- Rakek
- Rakov Škocjan
- Ravne
- Reparje
- Rudolfovo
- Selšček
- Slivice
- Slugovo
- Stražišče
- Štrukljeva vas
- Sveti Vid
- Tavžlje
- Topol pri Begunjah
- Unza[8] (Unec)
- Zahrib
- Zala
- Zelše
- Žerovnica
- Zibovnik
- Župeno